# Plumelec
Plumelec (tiếng Breton: Pluveleg) là một xã ở tỉnh Morbihan trong vùng Bretagne tây bắc Pháp. Xã này có diện tích 58,36 km², dân số năm 1999 là 2337 người. Khu vực này có độ cao từ 27-165 mét trên mực nước biển.
Cư dân của Plumelec danh xưng trong tiếng Pháp là Méléciens.